# Michael Dunkley
Michael Henry Dunkley (ur. 18 czerwca 1958) – polityk bermudzki. premier od 19 maja 2014 do 19 lipca 2017. Członek Sojuszu Jedne Bermudy.